# Masta Kilomaître
 (janvier 2025).
Masta ou DJ Maître, de son vrai nom Sylvain Couturier (né le 13 mai 1973 dans le XIIIe arrondissement de Paris), est un producteur, compositeur et chef d'entreprise français. Récompensé tout au long de sa carrière par 2 disques de diamant, 12 disques de platine, 18 disques d'or avec un total de plus de 8 millions de disques vendus, il s'impose comme l'un des producteurs les plus prolifiques des années 2000 dans le monde du hip-hop français. 
Préférant les studios aux séances photo, il réussit à garder un anonymat total tout au long de sa carrière, apparaissant rarement en public, souvent à visage caché.

## Biographie

### Enfance et débuts
Né à Paris mais grandissant entre la Seine-et-Marne et les Hauts-de-Seine, c'est en 1985 à l'âge de 12 ans au collège qu'il découvre le hip-hop. Il commence par de la danse et aussi du graffiti et du beatbox. Mais c'est en 1988, à l'âge de 15-16 ans, qu'il achète ses premières platines et qu'il devient DJ. Il commence à scratcher sur les albums de Jazzy Jeff, et Eric B. and Rakim.
En 1991, il devient DJ sous le nom de DJ Maître pour le groupe de la Mafia Underground, L.R. Le Résultat. Il commence à faire du son avec Sulee B Wax, autodidacte, qui lui apprend les premières bases en termes de son. En 1992, il rencontre Tefa dans un festival de rap à Vitry pour la fête de la musique, mais ils ne gardent pas le contact. C'est un an et demi plus tard que par hasard, ils se croisent dans le métro dans le XVIIIe et se rendent compte qu'ils habitent à 150 mètres l'un de l'autre. C'est à ce moment-là qu'ils commencent et depuis ils ont toujours travaillé à 2.
En 1994, il repère les 2 Bal, grâce à leur grand frère, sur une scène au Plessis-Robinson. En 1995, le premier son qu'il produit avec ses machines est pour Melaaz avec le morceau La Maladie de la mélodie, puis pour le groupe 3 coups qui faisait partie du crew du Ménage à 3.
En 1996, ils produisent l'album 3x plus efficace de 2bal 2Neg et ça sera le premier album indépendant à atteindre le disque d'or en France. La même année il participe aussi à la compilation Hostile Hip Hop d’où sortira le single Tout saigne.

### Kilomaître Production
En 1997, Il fonde Kilomaître Production avec Tefa. Il fera toutes les prods pour la mixtape de Cut Killer Ménage à 3. La même année, il part pendant un an et demi en tournée avec 2Bal 2Neg, sur scène sur plus de 90 dates et arrête un peu de faire de la musique. En 1998, sort le classique Meilleurs vœux qui marquera sa première collaboration avec Kery James.
En 1999, il participe à la compilation Première classe Vol 1 avec 3 morceaux, et pendant l'enregistrement il rencontre Pit Baccardi avec qui le feeling passe direct et il décide de bosser ensemble sur son premier album Pit Baccardi.
En 2000, il travaille sur le premier album de La clinique Tout saigne et c'est aussi cette année qu'il rencontre Sniper et qu'ils s'associent sur leur premier album, Du rire aux larmes. Il participe à plusieurs autres projets : Cut Killeur Show 2, Sachons dire non 2, mais aussi l'album La vie avant la mort de Rohff.
2001 est l'année qui marque la sortie de leur compilation Mission suicide. Il rencontre Diam's, Sinik, Bakar et Tandem. Ensuite, avec Tandem, ils travaillent ensemble sur un mini LP Ceux qui le savent m'écoutent. Cette année là, ils maquettent 3 titres avec Diam's pour démarcher les labels, puis finissent par signer chez Hostile Records ; c'est à ce moment que commence leur histoire commune. En 2002, il signe les droits cinématographiques du titre Gomez et Tavarès de leur compilation Mission suicide. Dadoo ne voulant pas continuer l'aventure, il demande à son pote Faf Larage qui accepte de suite. Il crée Gomez et Dubois et un album en découle. C'est à ce moment qu'il rencontre Taïro.
En 2003, marque la sortie de deux albums très importants pour lui — Brut de femme de Diam's et Gravé dans la roche de Sniper — qui sont des gros succès commerciaux. Ils touchent le grand public et Kilomaître Production prend une nouvelle dimension.
En 2004, c'est un retour aux sources avec Tandem. Il produira la mixtape Tandematique modèle Vol 1. Le clip 93 hardcore atteint un succès immédiat[réf. nécessaire] et marque le début de la mode des street albums. La même année, il rencontre Chien de paille à la suite d'un remix d'un de leurs morceaux, ils ont l'idée de distribuer via les kiosques un street album et ils le feront avec le groupe. C'est le premier street album distribué et ça sera un succès énorme. Il rencontre aussi à Marseille la chanteuse Mélissa, et décide de la coproduire. Au même moment, le DVD live de Diam's sort avec 2 inédits produits par Kilomaître dont Marine au piano-voix qu'elle interprète dans une émission. Peu de temps après, elle propose à Kilomaître de réaliser son prochain album.
En 2005, c'est la création des studios Kilomaître qui ouvrent sur Paris. Il débute le street album Pour les quartiers de Bakar, c'est leur première signature de Kilomaître. Parallèlement, il travaille sur la production et la réalisation du premier album de Tandem C'est toujours pour ceux qui savent l'album est disque d'or. Il coréalisera aussi les clips La Trilogie et Trop speed. La même année, il entre en studio avec Diam’s pour son 3e album. Et ils démarrent la production de l’album de Mélissa.

### Kilomaître Publishing
En 2006, il crée Kilomaître Publishing avec Tefa et signe de jeunes producteurs Wealstarr ensuite Stromae et en tant qu'artiste Taïro. Au début de l'année, il démarre la conception du 2e album de Sinik. Au même moment sort l'album Dans ma bulle de Diam's suvii deux mois plus tard de Sang froid de Sinik. Benjamin Chulvanij leur propose la réalisation de la compilation Hostile 2006, le premier extrait Moi j'ai pas de Soprano, qui est un succès commercial rapidement, mais la compilation fait un score mitigé. Puis, il se concentre sur Melissa M et sort le single Avec tout mon amour en feat avec Akenathon. Il produit 2 titres sur le maxi de Keny Arkana. Le dernier trimestre, il travaille sur la BO et la musique du film Taxi 4 qui sort en 2007. Il travaille également sur l'album de Bakar qu'il coréalise avec DJ Boudj.
Toujours en 2007, Cerrone les contacte pour qu'ils collaborent sur son prochain album Celebrate! Il sera vendu à des centaines de milliers d’exemplaires à travers le monde. En février 2007, sort le 3e album de Sinik Le toit du monde et il sera aussi un gros succès. En avril 2007, l'album Avec tout mon amour de Melissa (rebaptisé Melissa M) sort et c'est un échec. Mais envers et contre tous, ils décident de clipper le morceau Elle. Il se classera numéro 1 des ventes pendant plusieurs semaines et l'album est certifié double disque d'or. Mi-2007, il rencontre Anggun qui aimerait explorer de nouvelles choses musicales, le coup de cœur est immédiat et 2 mois plus tard, ils rentrent en studio ensemble. Fin 2007, l'album Rose du béton de Bakar sort sur les ondes. Pendant ce temps-là, il entre en studio avec d'un côté Taïro et de l'autre Kery James.
En 2008, tout le début d'année sera consacré à Kery James et son album À l'ombre du show business pour lequel ils ont Charles Aznavour pour un titre. Il sort en avril 2008 et devient le plus gros succès commercial de Kery James. Mais mi-2008, il veut retourner en studio pour faire un album plus sombre et underground. Fin 2008, l’album Elevation d'Anggun sort mais le succès n'est pas au rendez-vous, par contre à l'international il se classe en tête des ventes physiques et numériques.
En 2009, l'album Chœurs et âme de Taïro sortira en janvier. Début 2009, il finalise l'album Réel de Kery James et au même moment Diam's les appelle pour qu'ils produisent son nouvel album.

### Depuis les années 2010
En 2011, il travaille sur le nouvel album] À toute épreuve de Sniper mais sans Blacko, il fera disque d'or, et ça sera leur dernier projet. Masta prend une pause dans la sphère musicale pour se focaliser sur d'autres projets personnels. En 2017, il fait son grand retour pour la bande originale du film C'est tout pour moi de Nawell Madani avec des titres de Fianso, Jok'air…
En 2020 et 2021, il produit le remix officiel du titre Wap de Cardi B et Megan Thee Stallion, il travaille avec Headie One sur le titre 18 hunna.
En 2022, il réalise et produit la bande originale du film documentaire Salam de Diam's qui est la consécration du festival de Cannes. Il est co-compositeur sur le titre Par amour de Dinos sur l'album Hiver à Paris En 2024, il produit et réalise le premier album éponyme de Leys et retourne à ses premiers amours, la scène et le DJing avec le concept Beat Hit accompagné de Djimi Finger.

## Discographie
- 1995 : La maladie de la mélodie (sur l'album Melaaz de Melaaz)
- 1995 : Art 15... (sur le maxi Check la devise de 3 coups)
- 1995 : Le quotidien - Malgré lui (sur le maxi Le Quotidien de Destinée)
- 1995 : Le paradis secret (sur le maxi Le Paradis secret de Destinée)
- 1995 : Est-ce que tout ceci est sensé avec 2 Bal 2 Neg - Le parrain 7-4 et Check la devise remix avec 3 coups (sur la compilation Mixtape 17 de DJ Cut Killer et Ménage à 3)
- 1996 :  Gued1 avec Kid Mesa et Rick Sweet - Labyrinthe avec Vesta, Rocca, M. R, Vensty et N.O.B - Que d'injustice avec Emi et Gravitty - Poète de la mort avec M. R - Vie de chien avec Emi Old School Shit - Dingue - Lascars avec Egosyst - Lève ta main (mission suicide) - À suivre (sur l'album 3x plus efficace de 2 Bal 2 Neg)
- 1996 :  3x plus efficace avec 2Bal feat. Niro (La Clinique) Tout saigne avec La Clinique et Les Sales Gosses - (sur la compilation Hostile Hip Hop
- 1997 :  Turn it out avec Cash Crew feat. 2Neg (sur le single Turn It Out de Cash Crew)
- 1997 : Sans degré à l'ombre de 2 Bal feat. M. R et J Mi Sissoko (sur la compilation Hip Hop Soul Party 3 de Cut Killer)
- 1997 : Eah-Koi (Keskiya) Kilomaitre remix avec Koalition et Busta Flex (sur le maxi Eah-Koi Keskiya de Koalition)
- 1997 : Le Parrain 7-4 - Front National - Au commencement avec Afrodiziac (sur l'album Au commencement de M. R)
- 1998 : Meilleurs voeux avec Kery James, Namor, G-Kill (sur le single Meilleurs vœux)
- 1999 : La vie avec Futuristiq et Le Venin - Parait qu' t'es hardcore avec Delta, Cynéfro, Fdy, Karl et Mc Jean Gabin - Compte avec moi avec Pit Baccardi (sur la compilation Première classe vol 1)
- 1999 : Intro - On lâchera pas l'affaire avec Doc Gynéco - Profession MC - Le titulaire - Si j'étais (sur l'album Pit Baccardi de Pit Baccardi)
- 1999 : Ma thèse - Vaut mieux être seul (sur le maxi À bord du N333 de Ad'HOC-1)
- 2000 : Quelques kilos avec Djamatik - Tout saigne 2 - Les Gospels (sur l'album Tout saigne de La clinique)
- 2000 : Si j'étais avec Pit Baccardi (sur la compilation Attentat sonore)
- 2000 : Je m'voyais déjà avec G Kill (sur la compilation L'Hip-Hopée - La grande épopée du hip-hop français vol 1)
- 2000 : L'état ne m'a pas fait naître avec Mystik et Mokodaf 2 (sur la compilation Les militants)
- 2000 : On lâchera pas la barre (sur l'album Musique du monde de AD'HOC-1)
- 2000 : Sensation brave avec Rohff - Independance Daye remix avec Hamed Daye - Tout saigne avec La Clinique - Si j'étais avec Pit Baccardi (sur la compilation Hostile - Une spéciale pour les halls)
- 2001 : Intro avec Eben, Tefa et Masta - Rap de barbares avec Pit Baccardi, Rhoff, Gwen Boudda et Disiz la Peste - Paris avec Endo, Rocca, Eloquence et III - Sport de sang avec Dadoo, Tandem et Busta Flex - Je dois me battre avec 2 Bal 2 Neg et Jmi Sissoko - Naitre pour mourir avec Kazkami, Charly Waits, Buzz Eastwood et Rocé - Meilleurs vœux 2 avec Tandem, Dadoo, Eben et Tunisiano - Outro avec Eben, Tefa et Masta (sur la compilation Mission suicide de Kilomaître et Eben) (album produit et réalisé)
- 2001 : Il pleut sur ma ville avec Tandem - Derrière la souffrance avec Eben (sur la compilation DJ Cut Killer Show 2 de DJ Cut Killer)
- 2001 : Gladiator avec Lord Kossity et Jacky Brown - Il était une fois avec Tandem et Futuristiq (sur la compilation Première classe vol 2)
- 2001 :  Gal met les voiles (sur l'album Racaille Sound System de Soundkail)
- 2001 : L'arme avec Passi et Ménage à 3 - Niquer le système avec Sniper, Tandem, Eben et Bakar (sur la compilation Sachons dire non volume 2)
- 2001 : Intro - Ceux qui le savent m'écoute - Le chant de l'amertume - Imagine - Mémoire d'un jeune con - Outro (sur l'EP Ceux qui le savent m’écoutent de Tandem) (EP réalisé)
- 2001 : Sensation brave - Et le bitume chante (sur l'album La Vie avant la mort de Rohff)
- 2001 : Intro - Sniper processus - Quand on te dit - Faits divers - La Rumba (sur l'album Du rire aux larmes de Sniper) (album produit)
- 2002 : Naturel Mystik - Paix, amour et conscience avec Alonso (sur l'album Naturel Mystik de Mystik)
- 2003 : Visions chaotiques - Pourquoi - Hall Story - Jeteurs de pierres (sur l'album Gravé dans la roche de Sniper)
- 2003 :  Faut que tu raques ! - Hôtel commissariat avec China - Gilet pare-balles Vol 4 - Tolérance zéro - Cosette avec Rona (sur la compilation Flics hors la loi de Gomez et Dubois) (album produit)
- 2003 : Police Day avec Jmi Sissoko (sur la compilation Gomez et Tavarès)
- 2003 : Ma beuz my baby avec Gomez et Dubois - Ta meuf la caille avec Faf Larage (sur l'album La Beuze Bande originale du film)
- 2003 : 1980 - Ma souffrance (sur l'album Brut de femme de Diam's)
- 2003 : Maintenant tu sais ! (sur la mixtape Extazik de L'Skadrille)
- 2004 : On revient choquer la France avec Sniper et Bakar - Debiele avec Aketo (sur la compilation On revient choquer la France de DJ Boudj)
- 2004 : Génération de barges avec Diam's (sur la compilation Les 11 commandements)
- 2004 : Ilégal musik (sur la mixtape Tandématique modèle vol 1 de Tandem)
- 2004 : L'Américain avec Akhenaton et Faf Larage - Be like you avec Jmi Sissoko (sur la compilation L'américain)
- 2004 : Marine - Cause à effets (sur le DVD Ma vie, mon live de Diam's)
- 2004 : Maladif avec Diam's (sur la compilation 10 ans ensemble de Ensemble)
- 2004 : L'étoile avec MC's Arabica - Légendaires avec Lord Kossity et Bakar (sur la compilation OM All Stars)
- 2005 : Le missile est lancé (sur la mixtape L'esquisse vol 1 de Keny Arkana)
- 2005 : Dans ma rue - Un jour comme un autre - Laisse-moi le temps - Vécu de poissard (sur l'album C'est toujours pour ceux qui savent de Tandem) (album produit et réalisé)
- 2005 : Prison (sur l'album Tribute de Chiens de Paille) (album produit)
- 2005 : Intro - Légendaire avec Lord Kossity - Niquer le système avec Sniper, Tandem et Eben - On revient choquer la France avec Sniper -- Le bloc - Mémoires d'immigrés (sur la mixtape Pour les quartiers de Bakar) (Mixtape produite et réalisée)
- 2006 : Intro - La Boulette - Feuille blanche - Car tu portes mon nom - Marine - Confessions nocturnes - T.S. - Cause à effet (sur l'album Dans ma bulle de Diam's) (album réalisé)
- 2006 : Autodestruction - Sarkozik - Descente aux enfers - Précieuse - La Cité des anges - Si proche des miens avec Kool Shen - Démence avec Bakar (sur l'album Sang froid de Sinik) (album réalisé)
- 2006 : Ma mélancolie avec Bakar - Soumis avec Sefyu - Réflexion avec Doc de 2 Bal (sur la compilation Hostile 2006)
- 2006 : J'suis un wouf (sur le single J'suis un wouf de Hot Dog)
- 2006 : Cueille ta vie (sur l'album Entre ciment et belle étoile de Keny Arkana)
- 2007 : Avec tout mon amour avec Akhenaton - Benthi avec Khaled (sur l'album Avec tout mon amour de Melissa M) (album produit et réalisé)
- 2007 : Quoi qu'il arrive avec Sniper - Symphonie d'amour avec Kery James et Anissa - Avec tout mon amour avec Melissa M et Akhenaton - Enfant du ghetto avec J Mi Sissoko et Lino - Etre un homme avec Bakar - Rien à foutre avec Tunisiano - Mets les gazs avec Saïan Supa Crew - Anticonformiste avec K-Reen et Ol'Kainry - Les contraires avec Médine - On vous gêne avec Mafia K1 Fry - Benthi avec Mélissa M et Khaled - Qui on appelle avec Diam's et Taïro - Frérot avec Sir Samuel - Ennemi d'état avec Sinik - Légende d'hiver avec Nessbeal et K-Reen (sur la compilation Taxi 4) (album produit et réalisé)
- 2007 : Rose du béton avec Melissa M - Pour les quartiers avec Jmi Sissoko - Conscience d'arabe avec Taïro - Le Bloc - Amitié  brisée avec China Moses - Mémoires d'immigrés (sur l'album Rose du béton de Bakar) (Album produit et réalisé)
- 2007 : Lie to Me avec Barbara Tucker et D-Train - Ready for the Show avec Jodie Elms - Disco King - Sweet Violin - Put My Name on the Walk of Fame avec Jmi Sissoko -  My Hero avec China - African Woman avec Wunmi - Dance to the music avec Jmi Sissoko (sur l'album Celebrates! de Cerrone)  (album produit et réalisé)
- 2007 : Mes pensées (sur l'album Le toit du monde de Sinik) (album produit et réalisé)
- 2008 : L'impasse avec Béné - Pleure en silence - Banlieusards - Laisse nous croire avec Kayna Samet - A l'ombre du show business avec la participation de Charles Aznavour (sur l'album À l'ombre du show business de Kery James) (album produit et réalisé)
- 2008 : Plus forte avec Big Ali - Eden in Her Eyes - Un jour sur terre (sur l'album Elévation de Anggun) (album produit et réalisé)
- 2008 : Album Choeurs et âmes (album produit et réalisé)
- 2009 : La poudre aux yeux - Au pays des droits de l'homme - Avec le coeur et la raison (sur l'album Réel de Kery James) (album produit et réalisé)
- 2009 : Mélanie - I am Somebody - Enfant du désert - L'honneur d'un peuple - Lili - Peter Pan (sur l'album S.O.S. de Diam's) (album produit et réalisé)
- 2011 : Mentalité française (sur l'album À toute épreuve de Sniper) (album produit et réalisé)
- 2017 : Piano Thème départ Bruxelles avec Ian Aledji - Ailleurs avec Anahy - Thème retour Bruxelles avec Ian Aledji (sur la compilation C'est tout pour moi) (album produit et réalisé)
- 2022 : Par amour (sur l'album Hiver à Paris de Dinos)
- 2022 : À force de courir - Face au vide - Encre noire - De plus en plus - Vague à l'âme - L'éveil - `À l'ombre de la lune - J'me sens coupable - Matumayni - Salam (sur l'album Salam de Diam's) (album produit et réalisé)
- 2024 : Conçu - Je suis - VS - Lundi (rêves et réalité) - Mardi (dis-moi tout) - Mercredi (mes chances) - Vendredi (ta voix) - Dimanche (j'suis plus là) (sur l'album Leys de Leys) (album produit et réalisé)

## Filmographie
- 2017 : C'est tout pour moi (superviseur musical)
- 2022 : Salam (producteur musical)